# Thomas Mower McDougall

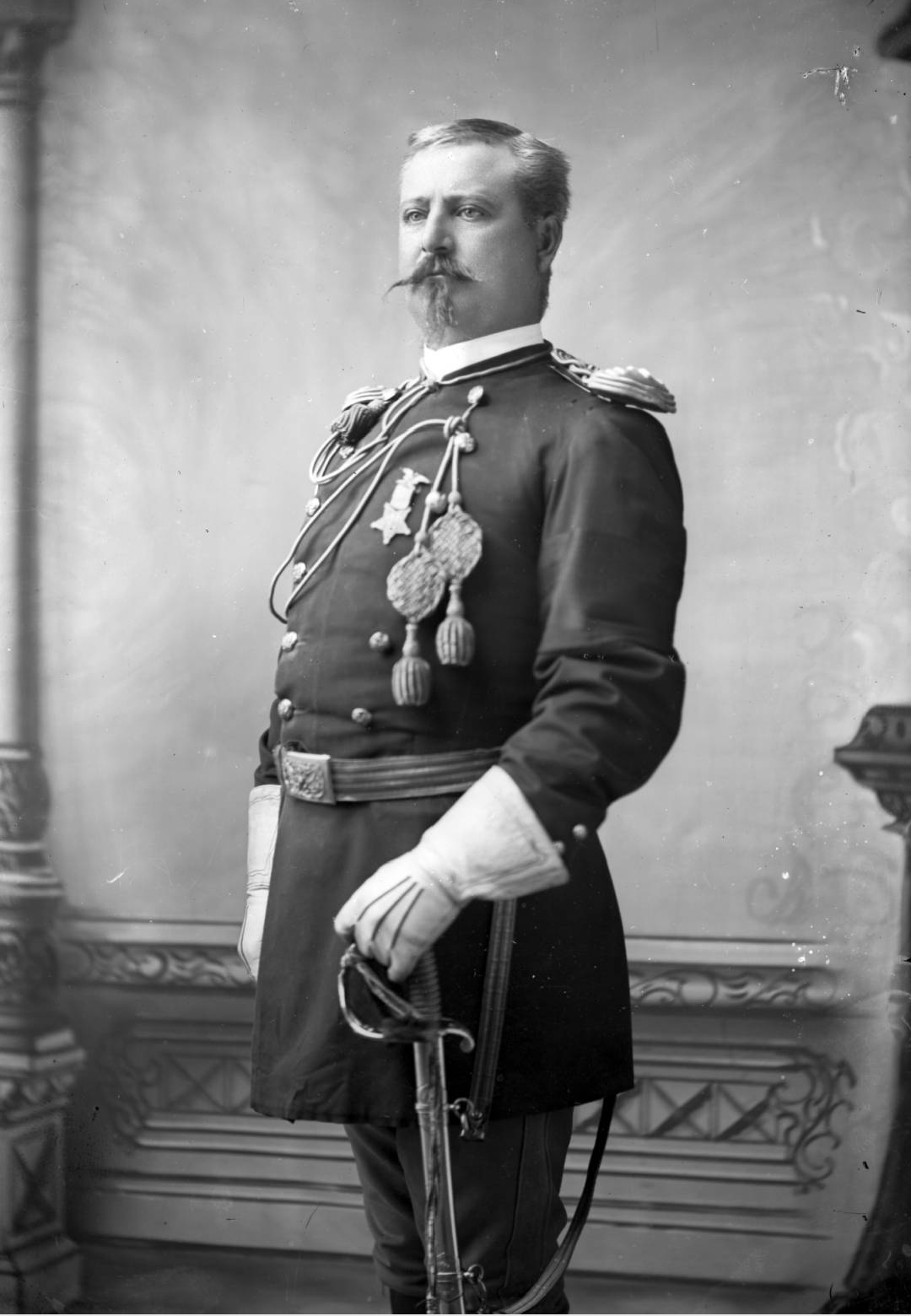
Thomas Mower McDougall en uniforme de gala, a finales de la década de 1880.

Thomas Mower McDougall (21 de mayo de 1845 - 3 de julio de 1909) fue un oficial del Ejército de los Estados Unidos. El punto culminante de su carrera militar se produjo cuando participó en la Batalla de Little Bighorn, sobreviviendo porque él y su unidad no estaban con George Armstrong Custer y el cuerpo principal del 7º Regimiento de Caballería. Temprano en el día de la batalla, la Compañía B de McDougall fue asignada para escoltar la caravana de carga del regimiento, pero las mulas no estaban acostumbradas a transportar mochilas y se quedaron muy rezagadas respecto de los otros tres destacamentos bajo el mando de Custer, Reno y Benteen cuando entraron en combate. Después de ver la aldea india y quedar sorprendido por su tamaño, Custer envió dos órdenes urgentes para traer las mulas con los paquetes de municiones a su destacamento de cinco compañías, pero cuando estos mensajeros llegaron al capitán McDougall, la distancia entre la caravana y Custer hizo que esta orden fuera difícil, si no imposible, de cumplir, aunque hasta el día de hoy este tema sigue siendo motivo de debate.

## Primeros años y familia
El menor de los tres hijos y único varón del general de brigada licenciado Charles McDougall (del Cuerpo Médico del Ejército) y de Marie Hanson McDougall, nació en Fort Crawford, cerca de Prairie du Chien, Wisconsin. Asistió a la Academia St. Mary's cerca de Baltimore, Maryland.
Aparece en el censo federal de 1860 de Cornwall, condado de Orange, Nueva York, en el hogar de sus padres, el Dr. Charles McDougall y su esposa Maria Griffith Hanson.
McDougall se casó con Alice Sheldon, quien lo sobrevivió y murió en 1920. Era pariente político (por matrimonio) de Lawrence Sprague Babbitt, quien también provenía de una prestigiosa familia militar.

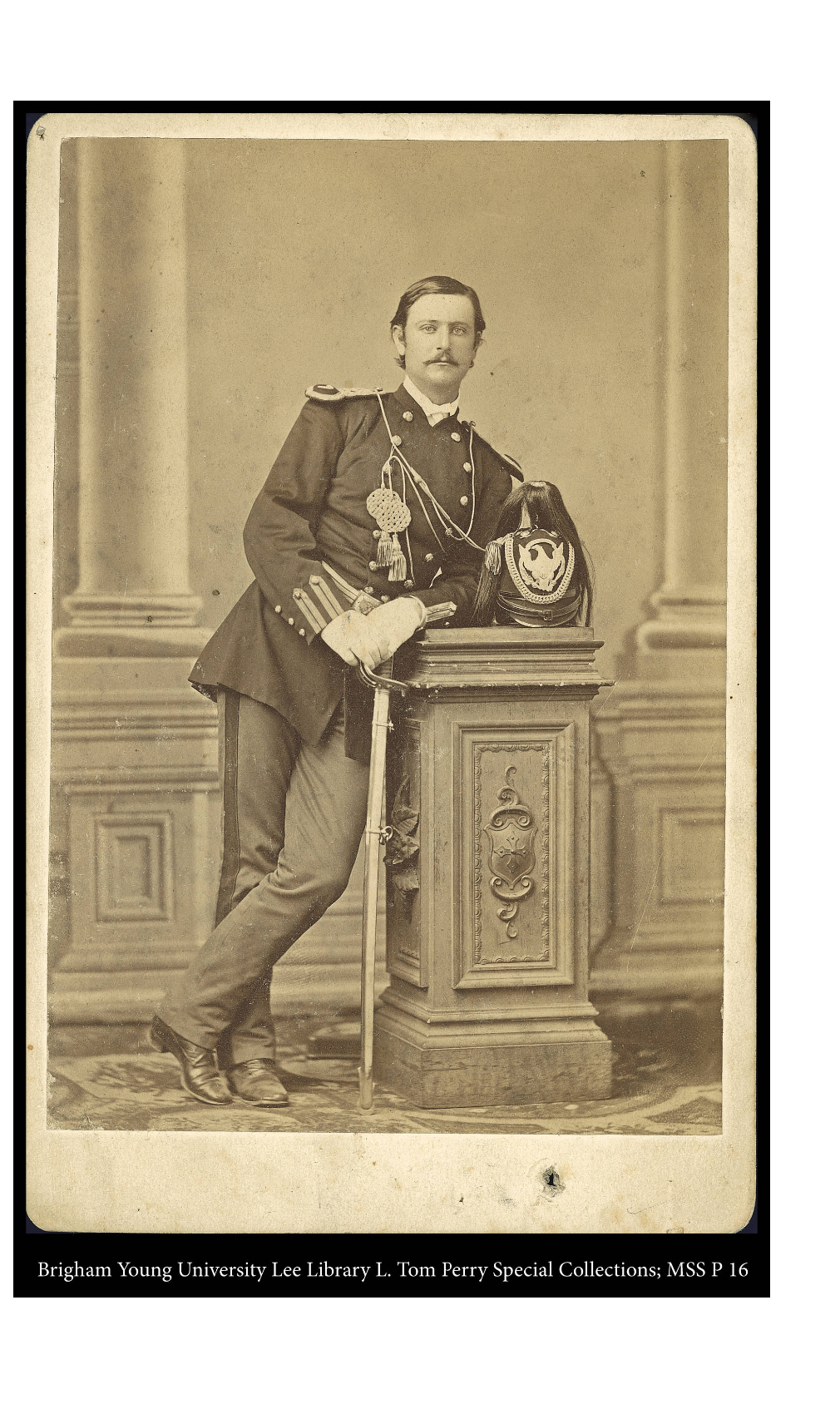
Thomas McDougall en 1876.

McDougall provenía de una familia de militares, y su carrera parece reflejar los contactos de su familia en el ejército. Comenzó su servicio militar durante la Guerra de Secesión. Antes de recibir una comisión, estuvo con el general Grant en el asedio de Vicksburg en 1863 y sirvió sin paga como ayudante de campo voluntario del general J. P. Hawkins desde octubre de 1863 hasta febrero de 1864, cuando tenía solo 17 años. Originario de Kansas, a la edad de 18 años en 1864, fue designado segundo teniente del 10.º Regimiento de Voluntarios de Color de Luisiana, posteriormente redesignado como 48.º Regimiento de Infantería de Color de los EE. UU. Resultó gravemente herido en la batalla de Lakeville, Luisiana. Fue dado de baja honorablemente del servicio voluntario el 1 de junio de 1865, en Benton Barracks, Misuri, y al día siguiente fue nombrado capitán de la Compañía G, 5.º Regimiento de Infantería Voluntaria de EE. UU. 
De la vida civil, a McDougall le ofrecieron una comisión como segundo teniente del 14.º Regimiento de Infantería de EE. UU., el 10 de mayo de 1866. Aceptó la comisión el 21 de julio de 1866, en Fort Laramie. El 21 de septiembre de 1866, fue transferido al 32.º de Infantería de los Estados Unidos y recibió el ascenso a primer teniente con rango a partir del 14 de enero de 1867. Después de un breve servicio en Fort Vancouver y Fort Walla Walla, Washington, McDougall fue a Arizona en 1867, donde se dedicó a la exploración y tuvo luchas con varias bandas y grupos de indios apaches en Aravipa Canyon, Tonto Basin, Point of Mountain y Rock Springs, Arizona.
Durante la reorganización del Ejército, fue transferido a la 21.ª de Infantería de los Estados Unidos el 19 de abril de 1869 y fue desasignado el 21 de octubre de 1869. Fue asignado al 7.ºde Caballería de los Estados Unidos el 30 de diciembre de 1870 y estuvo destinado en Carolina del Sur durante los problemas con el Ku Klux Klan en ese estado. Se casó con Alice M. Sheldon el 21 de mayo de 1872 en Spartanburg.
Después de que el 7.º Regimiento de Caballería se reunió nuevamente en Fort Abraham Lincoln, se enfrentó a los sioux en la desembocadura del río Big Horn, Montana, el 11 de agosto de 1873, cuando acompañaba a la expedición de David Stanley a Yellowstone. También estuvo en la expedición de Custer a las Colinas Negras (Black Hills) en 1874, al mando de la Compañía E.  
Acusado de estar ebrio en servicio, fue absuelto durante un consejo de guerra en marzo de 1875 y posteriormente fue nombrado capitán el 15 de diciembre de 1875.

## Batalla de Little Bighorn
En 1876, el capitán McDougall comandó la Compañía B del 7.º Regimiento de Caballería, bajo el mando del teniente coronel George A. Custer en su fatídica partida de Fort Abraham Lincoln para participar en lo que se conoció como la Gran Guerra Sioux de 1876, que culminó en la Batalla de Little Bighorn, también conocida como la Última Resistencia de Custer, que ocurrió el 25 y 26 de junio de 1876. 

### Antes de la batalla – La Columna Dakota
El 17 de mayo de 1876, el 7.º de Caballería abandonó su base en Fort Abraham Lincoln, cerca de la actual Mandan, Dakota del Norte, para unirse a una campaña contra los indios sioux.  Las doce compañías del 7º Regimiento de Caballería, comandadas por el teniente coronel Custer, eran el principal elemento de combate de una columna más grande de soldados, llamada la Columna Dakota, comandada por el general Alfred Terry. 
La Columna Dakota debía reunirse con la Columna Montana del General John Gibbon en la desembocadura del río Powder. Al llegar allí, el general Terry se enteró por el general John Gibbon que sus exploradores habían localizado una gran aldea sioux en la parte baja de Rosebud Creek. El general Terry creía que el poblado había subido por el río Rosebud y luego se había dirigido a otras cuencas occidentales, pero envió el "ala derecha" del Séptimo, bajo el mando del mayor Reno, a explorar el Powder y el Tongue para asegurarse de que el pueblo no hubiera regresado al este. El ala derecha estaba formada por las Compañías I, E, L, F y B, lideradas por el tranquilo Tom McDougall. Desviándose de las órdenes del general Terry, el mayor Reno acortó su inspección del río Powder y del Tongue y se dirigió a Reno Creek, donde confirmó una serie de grandes campamentos procedentes de la aldea sioux de más de 400 tipis a medida que avanzaba hacia Rosebud Creek.  Esta información llevó al general Terry a concentrar sus tropas en la desembocadura del arroyo Rosebud y luego, el 22 de junio de 1876, a enviar a Custer con todo el 7º Regimiento de Caballería por el arroyo Rosebud en persecución de la aldea sioux.  El 24 de junio, Custer se enteró por sus exploradores indios que el pueblo había cruzado la divisoria hacia el valle de Little Bighorn. 

### Mañana del 25 de junio, asignado para hacerse cargo de la caravana de carga
En la madrugada del día de la batalla, el 25 de junio de 1876, Custer y el 7.º de Caballería estaban en la divisoria entre Rosebud Creek y el río Little Bighorn. Desde esta divisoria, los exploradores crow habían descubierto indicios de una gran aldea sioux y cheyenne en el valle del río Little Bighorn, a algo más de veinte km de distancia. Custer dividió su mando en cuatro grupos. El coronel Custer retuvo cinco compañías (C, E, F, I y L) y asignó al mayor Reno tres compañías (A, G y M) y ambos grupos avanzaron por un pequeño afluente del río Little Big Horn (actual Reno Creek, al que los sioux en 1876 llamaban Sundance Creek) hacia la aldea indígena en el valle del río. Al capitán Benteen también se le asignaron tres compañías (H, D y K) y se le envió por un camino lateral hacia el suroeste para ver si había otras aldeas indígenas en el valle al sur.
El capitán McDougall y su tropa B fueron asignados para proteger la caravana de carga y constituyeron el cuarto grupo. El teniente Edward G. Mathey era el oficial asignado para estar a cargo de la caravana y su personal permanente, pero como contenía suministros críticos para la columna, incluida la munición adicional de reserva, Custer ordenó que se destacara una tropa para salvaguardarla. El capitán McDougall se había quedado dormido antes de la llamada del oficial y fue el último en presentarse ante el ayudante Cooke. En consecuencia, la Compañía B de McDougall fue asignada a proteger la lenta caravana del teniente Mathey.  Algunos de sus soldados (de McDougall), decepcionados, dudando de ver acción, lloraron al oír esto.
En el Tribunal de Investigación de Reno, en enero de 1879, McDougall testificó que alrededor de las 11 de la mañana del 25 de junio, en la divisoria entre Rosebud y Little Big Horn, Custer le ordenó "hacerse cargo de la caravana y servir como retaguardia". Cuando se le preguntó sobre la "fuerza efectiva" que McDougall tenía "con la caravana ese día", McDougall respondió: "Mi compañía estaba compuesta por unos 45 hombres, y había unos 80 hombres pertenecientes a la caravana, y 5 o 6 acemileros civiles". 
Algunos miembros del personal y animales propios fueron dejados con la caravana: El "delantero" de Custer, John Burkman, se quedó junto con el segundo caballo de Custer, Dandy, y sus dos perros de caza.

### 25 de junio, orden de llevar la caravana de carga a Custer con toda rapidez
Mientras los otros tres destacamentos avanzaban por un pequeño afluente del río Little Bighorn llamado Sundance Creek (actual Reno Creek) hacia la aldea sioux en el valle, las mulas de la caravana a cargo de McDougall se quedaron atrás, como solían hacer cuando la columna estaba en movimiento.
El poblado resultaría ser mucho más grande de lo que Custer había anticipado.   Reno siguió las órdenes de Custer de cruzar el río con sus tres compañías y realizó un ataque inicial en el extremo sur del poblado.  Aunque el gran campamento pareció sorprenderse por este contacto inicial, los indios rápidamente montaron un contraataque que casi inmediatamente detuvo y luego flanqueó a Reno y sus tropas,  que fueron obligadas a retroceder bajo fuerte presión hacia el bosque a lo largo del río, y después de lo cual huyeron en una retirada caótica fuera del bosque y subiendo por los escarpados acantilados al este del río, sufriendo bajas durante todo el camino. Los restos del mando de Reno se detuvieron en lo alto de los acantilados e intentaron atrincherarse. 
Las cinco compañías de Custer se habían acercado al campamento indio por una ruta diferente a la tomada por Reno, lo que no le había permitido a Custer ver el valle ni el pueblo. Custer dejó a sus cinco compañías y cabalgó hasta el borde de los altos acantilados justo al este del valle de Little Bighorn y se encontró frente a la vista de una aldea indígena muy grande.  Dado el gran tamaño del poblado, el primer pensamiento de Custer fue traer la caravana lo más rápido posible con su reserva de municiones... y en ese momento envió al sargento Kanipe de regreso a McDougall con un mensaje verbal diciéndole que se apresurara con la munición.  Custer regresó con sus tropas y continuó hacia el norte, nuevamente detrás de los acantilados y fuera de la vista del poblado. Cuando Custer volvió a cabalgar hasta el borde de los acantilados para atisbar, se dio cuenta de que el pueblo era incluso más grande de lo que había pensado al principio. De hecho, el más grande que habían visto jamás. Dado el inmenso tamaño de la aldea, Custer comprendió que necesitaba no solo la caravana, sino también las tres tropas al mando del capitán Benteen. Llamó a su corneta, John Martin, y lo envió a Benteen con un mensaje verbal y otro escrito, firmado por el ayudante del comandante, el teniente Cooke, que decía: «Benteen, vamos, Pueblo Grande, date prisa, trae mochilas. W. W. Cooke. PD: Trae mochilas». Custer y sus cinco tropas se marcharon. El corneta Martin fue el último miembro sobreviviente del 7.º de caballería que vio o habló con Custer.
Después de expulsar a Reno del valle, la fuerza de guerreros indios, que crecía rápidamente y provenía del ahora totalmente alertado poblado indio, había desplazado su foco para hacer frente al avance desde el norte y el este de las cinco compañías de Custer. Durante esta pausa, al debilitado contingente de Reno en los acantilados se le unieron y reforzaron las tres compañías de Benteen.
Benteen había recibido inicialmente la orden de Custer de desviarse hacia el sur para observar el valle del Little Bighorn y determinar si había otras aldeas indígenas allí.  Después de un par de horas infructuosas, Benteen abandonó la búsqueda y regresó a la línea de marcha original tomada por Custer y Reno hasta el río Little Bighorn, siguiendo el curso de un pequeño afluente, Sundance Creek (ahora Reno Creek), donde se detuvo para abrevar los caballos de sus tres compañías en una zona pantanosa posteriormente denominada "la ciénaga". Justo cuando las tropas de Benteen abandonaban el pantano, el teniente McDougall llegó con la lenta caravana. Las mulas de la recua no habían bebido agua desde la tarde anterior y, al percibir el olor a agua en la zona pantanosa del arroyo Sundance, escaparon y se quedaron atrapadas durante un tiempo en "el pantano". Después de un retraso de unos 20 minutos, McDougall consiguió sacar las mulas de las orillas de Sundance Creek y se dirigía hacia Little Bighorn cuando oyó descargas, "un sonido sordo", como recordó más tarde, que resonó en las colinas. Como recuerdan McDougall y otros, este fue el comienzo de la batalla de Custer.  
Beenteen mientras continuaba su camino hacia Little Bighorn cuando se encontró con el sargento Kanipe, quien se detuvo solo brevemente, ya que Custer, después de su primer vistazo al pueblo, le había ordenado que se comunicara personalmente con el capitán McDougall y le ordenara que trajera la caravana y la munición adicional con toda velocidad. Kanipe continuó y se encontró con McDougall unos seis km más abajo de Sundance Creek desde el pantano. La caravana se detuvo nuevamente para permitir que las mulas, dispersas, cerraran filas, y luego reanudó el camino en mejor orden, pero "aún a un ritmo un poco mejor que el de un paseo".
Benteen se encontró entonces con el segundo mensajero de Custer, el corneta John Martin, con la orden escrita para el propio Benteen: «Vamos, Gran Pueblo, date prisa, trae mochilas».  Después de una conferencia con sus oficiales, Benteen guardó el mensaje en su bolsillo y le ordenó a Martin que encontrara a McDougall y le comunicara la orden. Martin obedeció y encontró a McDougall a poca distancia detrás de Benteen. Cabalgaba al frente, y la caravana en este punto estaba "bastante bien junta". El corneta le dijo: "Capitán. Benteen le envía sus saludos y le pide que apure los paquetes y que no se retrase demasiado y que los mantenga bien cerrados". McDougall entonces actuó para acercarse a Benteen, moviéndose más rápido al trote por Sundance Creek y después de la demora llegó a la posición de Reno en los acantilados.
En Reno Hill, Reno y Benteen se reunieron y después de un retraso de unos 20 minutos, enviaron al teniente Hare de regreso a McDougall y la caravana de carga para que se apresurara con la munición. Los acemileros Churchill y Mann apartaron dos de las mulas y las llevaron más aprisa delante de la caravana hacia Reno Hill. El resto llegó en la siguiente media hora y se enteró de que el batallón de Custer estaba en algún lugar al norte.

### 25 de junio, McDougall se une a Reno en su atrincheramiento y pasa bajo su mando
Cuando McDougall llegó al área donde se encontraban Reno y Benteen, pasó bajo las órdenes del mayor Reno. Participó en un avance hacia el norte hasta Weir Point, pero luego se retiró con la unidad a la posición original de Reno, donde fueron atacados por grandes contingentes de indios sioux que regresaban de aniquilar a Custer y sus cinco compañías. La compañía de McDougall y la caravana permanecieron bajo ataque junto con las tropas de Reno y Benteen en los acantilados que dominaban el valle del Little Bighorn durante el resto del 25 de junio y hasta la tarde del 26, cuando los guerreros indígenas se retiraron y la aldea indígena del valle recogió y se trasladó al sur, subiendo por el valle de Little Bighorn. El movimiento de los indios fue en respuesta al avance del general Gibbons el 26 de junio por el valle de Little Bighorn con unidades adicionales de infantería y caballería. Durante la noche del 26 de junio, McDougall con dos soldados recuperó el cuerpo del teniente Hodgson, que había caído en la lucha del valle, y lo enterró en Reno Hill.
El 27 de junio, el coronel Gibbon llegó al lugar de la batalla con refuerzos de infantería y relevó a las tropas del 7º de caballería al mando del mayor Reno y el capitán Benteen. Luego se descubrió que varios kilómetros al norte, las cinco compañías con Custer habían sido rodeadas y aniquiladas hasta el último hombre.

## Carrera posterior
En 1877, un año después de la batalla de Little Bighorn, McDougall participó con el 7.º de caballería en una exploración en Montana durante los disturbios de los Nez Perce, y comandó parte de la escolta del jefe Joseph, que se había rendido, y su gente desde Bear Paw Mountain, Montana, hasta Fort Abraham Lincoln, Dakota.
McDougall permaneció en el ejército y en el 7º Regimiento de Caballería, estando destinado en Montana y el territorio de Dakota hasta 1880, después de lo cual fue transferido a Dakota en 1882, retirándose finalmente por incapacidad en el cumplimiento del deber el 22 de julio de 1890.  Apareció en el censo federal de 1880 de Billings, condado de Custer, territorio de Montana, enumerado el 12 de junio de 1880.
Por su servicio en la Guerra de Secesión, fue ascendido a mayor de caballería (retirado) el 24 de mayo de 1904, rango que ocupaba desde el 23 de abril de 1904.

## Comentario en una carta de 1897 del capitán Benteen sobre McDougall
De la carta de Benteen del 29 de marzo de 1897 al fotógrafo D. F. Barry sobre el capitán McDougall:

¿Dónde está Tom McDougall ahora? Creo que Washington-con sus miles de visitantes del ejército—era un lugar demasiado caluroso para que Tom se estableciera allí, siendo tan buen muchacho, con una larga práctica de hacer observaciones astronómicas a través del fondo de un vaso. Es casi imposible corregir semejante hábito. En la última carta que recibí de Tom—que fue hace mucho tiempo—decía que no había bebido nada en—bueno, no puedo decir cuánto tiempo, pero una cantidad casi imposible de meses.

## Muerte y entierro
El mayor McDougall murió el 3 de julio de 1909 en Brandon, Vermont. Al momento de su muerte, él y su esposa, que no habían tenido hijos, vivían en Wellsville, Nueva York, con la familia Cummins, parientes de la madre de la esposa del mayor McDougall. Aunque su salud había sido mala, el sábado 3 de julio, él y su esposa Alice tomaron un tren desde Wellsville, Nueva York, para alojarse en un lugar de veraneo, Echo Lake Farm, a 9,7 km de Brandon, Vermont, ocupando una cabaña allí. Al llegar tarde y fatigado por el largo viaje en tren, se retiró temprano. Poco después de las 10 de la noche despertó a su esposa y le informó que tenía dificultad para respirar y que era grave. Alice fue a la casa principal para despertar al propietario, quien mandó llamar al médico local, pero a las 10:45 p.m. falleció. Tenía 64 años.  McDougall y su esposa están enterrados en el Cementerio Nacional de Arlington, en Arlington, Virginia.